# Eva Manhardt
Eva Manhardt (* 26. Februar 1937 in Karlsbad, Tschechoslowakei; † 2. September 2018 in Berlin) war eine deutsche Schauspielerin, Hörspiel- und Synchronsprecherin.

## Leben
Eva Manhardt wurde in Karlsbad (damals Karlovy Vary) geboren und kam als Kind mit ihrer Familie im Jahr 1945 kurz nach Ende des Zweiten Weltkrieges nach Deutschland. Sie lebte jahrzehntelang in West-Berlin und absolvierte dort an der Universität der Künste Berlin eine professionelle Schauspielausbildung.
Manhardt wirkte in zahlreichen Theaterstücken als Bühnendarstellerin mit, wie beispielsweise in Die Komödie der Irrungen von William Shakespeare. Von 1969 bis 1982 wirkte sie als Schauspielerin vor der Kamera in mehreren Film-und-Fernsehproduktionen mit. Anfang der 1980er-Jahre zog sie sich aus der Filmbranche zurück und blieb daraufhin ganz beim Theater. Sie hielt auch Lesungen.
Manhardt war auch gelegentlich als Synchronsprecherin tätig. Sie lieh dabei Romy Schneider in den Filmen Das alte Gewehr und in Die Spaziergängerin von Sans-Souci sowie auch Niki Flacks in der Serie Dallas ihre Stimme.
Eva Manhardt starb am 2. September 2018 im Alter von 81 Jahren. Ihre Grabstätte befindet sich auf dem Friedhof Grunewald.

## Filmografie
- 1969: Ida Rogalski (Fernsehserie, 1 Folge)
- 1969: Die Jubilarin
- 1970: Express
- 1972: Gefährliche Streiche (Fernsehserie, 1 Folge)
- 1972: Das Jahrhundert der Chirurgen
- 1972: Reine Hände
- 1973: Im Schillingshof
- 1975: Anna und Edith
- 1976: Ein Fall für Stein (Fernsehserie, 1 Folge)
- 1976: Reifezeit
- 1977: Tagebuch eines Liebenden
- 1979: Kommissariat 9 (Fernsehserie, 3 Folgen)
- 1981: Don Quichottes Kinder
- 1981: Der Fuchs von Övelgönne – Ein Fall für Lehmitz
- 1982: Single liebt Single

## Hörspiele (Auswahl)
Die ARD-Hörspieldatenbank und die Ö1-Hörspieldatenbank enthalten zusammen (Stand: August 2024) für den Zeitraum von 1961 bis 1991 insgesamt 32 Datensätze, bei denen Eva Manhardt als Sprecherin geführt wird.
- 1961: Anne de Tourville: Der große Jabadao – Regie: Hans Krendlesberger (Hörspielbearbeitung – ORF Oberösterreich)
- 1961: Marin Drzic: Onkel Marojes Dukaten – Regie: Hans Krendlesberger (Hörspielbearbeitung – ORF Oberösterreich)
- 1961: Johann Nestroy: Theaterg'schichten (Mali) – Regie: Peter Arthur Stiller (Hörspielbearbeitung – ORF Oberösterreich/SR)
- 1970: Louis C. Thomas: Schnee aus Hongkong (Marthe Gueneville) – Regie: Rolf von Goth (Hörspielbearbeitung, Kriminalhörspiel – SFB)
- 1970: Werner Kofler: Örtliche Verhältnisse (Frauenstimme) – Regie: Hans Bernd Müller (Hörspielbearbeitung – SDR)
- 1971: Michael Koser: Tote singen nicht (Maggie Pulaski) – Regie: Ulrich Gerhardt (Original-Hörspiel, Kriminalhörspiel – RIAS Berlin/SWF)
- 1972: Frank Werner: Der Sprung (Inge Kersten) – Regie: Hans Bernd Müller (Hörspiel – SFB)
- 1974: Dieter Kühn: Nordlicht – Regie: Manfred Marchfelder (Originalhörspiel – WDR)
- 1974: Karin Ewert: Kahlschlag (Tante) – Regie: Hans Bernd Müller (Originalhörspiel – SFB)
- 1978: Wolfgang Röhrer: Ein Kaufhaus neuen Stils – Regie: Rainer Clute (Hörspiel – RIAS Berlin/BR)
- 1978: Jacques Futrelle: Professor van Dusen ermittelt (2. Folge: Das sicherste Gefängnis der Welt) (Vivian Ransome, Frau des Gefängnisdirektors) – Bearbeitung: Michael Koser; Regie: Rainer Clute (Hörspielbearbeitung, Kriminalhörspiel – RIAS Berlin)
- 1981: Gert Loschütz: Die Bedrohung (Frl. Pawlaczik) – Komposition und Regie: Walter Adler (Hörspiel – WDR/SWF)
- 1984: Michael Koser: Professor van Dusen ermittelt (32. Folge: Professor van Dusen und das Auge des Zyklopen.) Unter Verwendung zweier Figuren von Jacques Futrelle. (Mrs. Quackenbush) – Regie: Rainer Clute (Originalhörspiel, Kriminalhörspiel – RIAS Berlin)
- 1985: Volker Erbes: Die Schwester (Charlotte Sonntag) – Regie: Rainer Clute (Hörspiel – HR/SDR)
- 1986: Iván Mándy: Vernissage im Souterrain (Ari) – Regie: Manfred Marchfelder (Originalhörspiel – SDR)
- 1987: Ingrid Kötter: Cocker & Co. – Der blaue Papagei – Regie: Uli Herzog (Hörspiel – SFB)
- 1988: Roderich Feldes: Die Hexe – Regie: Manfred Marchfelder (Kurzhörspiel – RB)
- 1991: Klaus Stephan: Die Mutter – Durchsagen ohne Gewähr (Matrone) – Regie: Robert Matejka (Originalhörspiel – NDR/ORF Wien)